# Evergreen (comté d'Autauga, Alabama)
Pour les articles homonymes, voir Evergreen.
Evergreen est une communauté non incorporée du comté d'Autauga.

## Géographie
La communauté se trouve à 170 mètres d'altitude.

## Sources